# Auguste Charpentier
Auguste Charpentier (1813 – 1880) byl francouzský malíř.

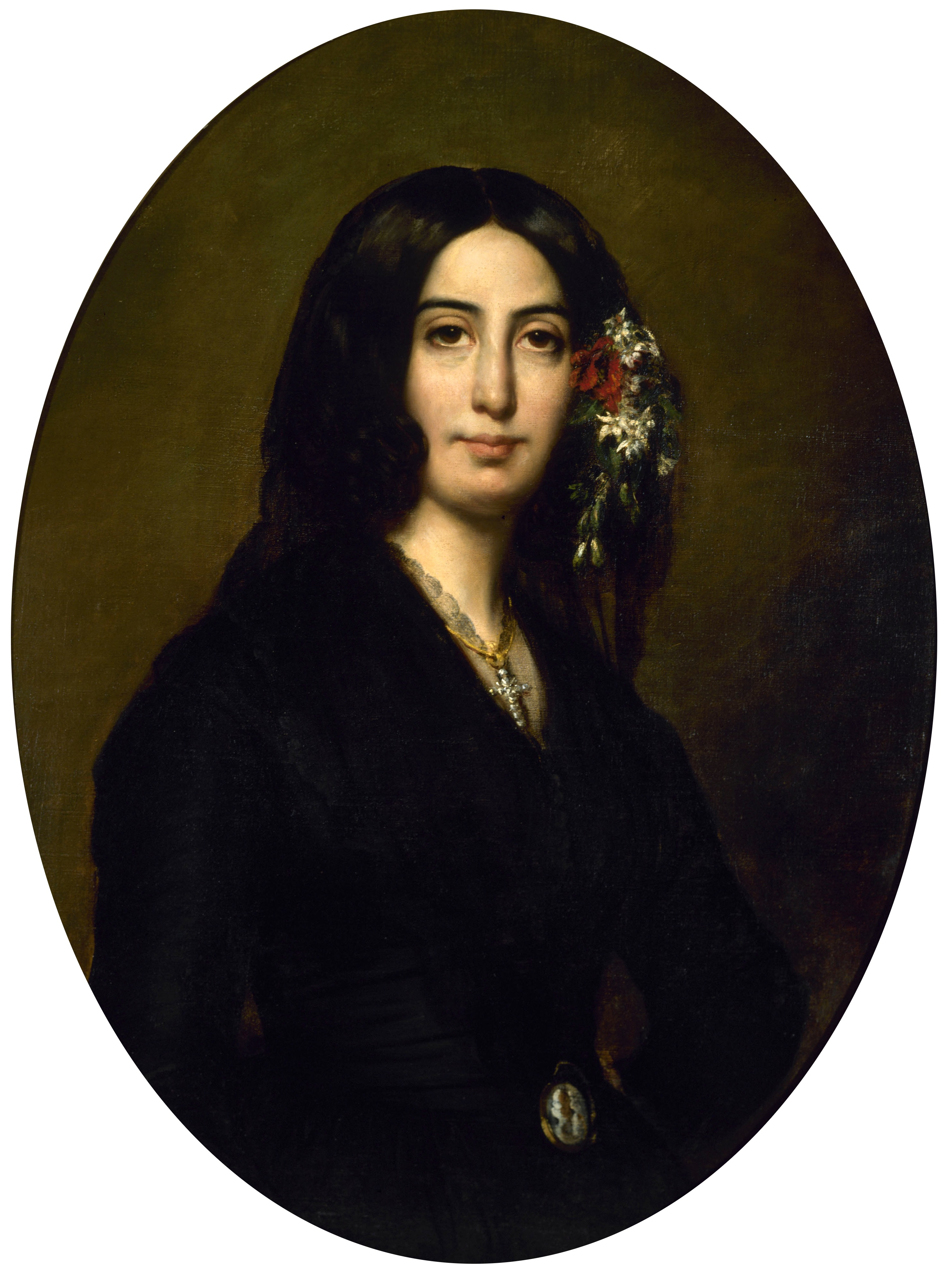
Portrét spisovatelky George Sand, 1838

Studoval u Jean Auguste Dominique Ingrese, žáka Jacques-Louis Davida. Je znám jako portrétista řady svých současníků, například spisovatelky George Sand či malíře a archeologa Pierre-Victorien Lottina.